# Ik ben God niet
Ik Ben God Niet is een album van Raymond van het Groenewoud. Het werd opgenomen in 1995 in Studio Jet en uitgebracht in 1996 door Debbel Debbel Produkties.

## Nummers
| 1.                   | Jij en Ik             | 4:18  |
| 2.                   | Ik Ben God Niet       | 2:53  |
| 3.                   | Goesting              | 6:11  |
| 4.                   | Hou Me Vast           | 5:38  |
| 5.                   | Niet Huilen           | 3:34  |
| 6.                   | Opgelost              | 3:40  |
| 7.                   | Ik Hou van Hollanders | 4:13  |
| 8.                   | Dit Is M'n Verhaal    | 9:41  |
| 9.                   | Lied van de Zee       | 5:24  |
| 10.                  | We Blijven Bezig      | 3:57  |
| 11.                  | Stop Met Tobben       | 3:35  |
| 12.                  | Wie Zingt Er Dit Lied | 10:47 |
| 13.                  | Twee Meisjes          | 5:36  |
| Totale duur: 1:09:27 |                       |       |

## Muzikanten
- Raymond van het Groenewoud - zang, gitaar, piano
- Vincent Pierins - basgitaar
- Bertus Borgers - saxofoon
- Cesar Janssens - drums

en anderen